# Enrico Cardile
Enrico Cardile (Arezzo, 5 de abril de 1975) é um aerodinamicista italiano que atualmente ocupa o cargo de diretor técnico da equipe de Fórmula 1 da Aston Martin Aramco. Anteriormente, ele trabalhou para a Scuderia Ferrari por quase 20 anos.

## Carreira
Cardile formou-se em engenharia aeroespacial na Universidade de Pisa em 2002. Ele passou mais três anos na universidade colaborando com a Ferrari em um projeto de inovação aerodinâmica. Em 2005, ele se juntou à Ferrari em projetos de GT, supervisionando a aerodinâmica.
Em 2016, ele se mudou para a equipe de Fórmula 1 da Ferrari, trabalhando como chefe de desenvolvimento aeronáutico, e foi nomeado gerente de projeto de veículos no ano seguinte. Em 2019, quando Mattia Binotto foi nomeado chefe da equipe, Cardile se tornou chefe de aerodinâmica e gerente de projetos de veículos. Em julho de 2020, a Ferrari anunciou uma reestruturação do seu departamento técnico, resultando no estabelecimento de um novo departamento de desenvolvimento de desempenho, que ficou sob a liderado de Cardile. Em dezembro do mesmo ano, a Ferrari anunciou que Cardile — o então chefe de desenvolvimento de desempenho da equipe — passaria a ser responsável pela área de engenharia de chassis a partir de 2021. Em 8 de julho de 2024, a Ferrari anunciou que Cardile havia apresentado carta de demissão e, portanto, como efeito imediato. Com ele deixando a equipe de Maranello após quase duas décadas de atividade e, como medida provisória, o departamento de chassi passou a ser supervisionado pelo chefe da equipe, Frédéric Vasseur. Em 5 de setembro de 2024, a Ferrari nomeou Loïc Serra como seu substituto na função de diretor técnico de chassis.
Em 9 de julho de 2024, ele foi confirmado pela equipe Aston Martin Aramco como seu novo diretor técnico. Entretanto, com Cardile inicialmente previsto para assumir a função na temporada de 2025, mas, posteriormente descobriu-se que a Ferrari estava segurando Cardile com a equipe solicitando que a licença de "jardinagem de Cardile" fosse de um ano inteiro, o que significava que Cardile não poderia começar a trabalhar para a Aston Martin até 17 de julho de 2025. Uma ordem judicial foi posteriormente emitida por um tribunal em Módena impedindo Cardile de começar a ingressar na Aston Martin mais cedo e, posteriormente, foi divulgado que ele assumiria somente em 2026. Depois de muita disputa judicial na Itália e uma espera de mais de um ano desde que o ex-dirigente da Ferrari foi anunciado em Silverstone, Cardile foi finalmente liberado para começar a atuar como diretor técnico da Aston Martin no início de agosto de 2025.